# Liste der Baudenkmale in Amt Neuhaus
In der Liste der Baudenkmale in Amt Neuhaus sind die Baudenkmale der niedersächsischen Gemeinde Amt Neuhaus und ihrer Ortsteile aufgelistet. Der Stand der Liste ist der 18. Januar 2023. Die Quelle der  Baudenkmale ist der Denkmalatlas Niedersachsen.

## Allgemein
In den Spalten befinden sich folgende Informationen:
- Lage: die Adresse des Baudenkmales und die geographischen Koordinaten. Kartenansicht, um Koordinaten zu setzen. In der Kartenansicht sind Baudenkmale ohne Koordinaten mit einem roten Marker dargestellt und können in der Karte gesetzt werden. Baudenkmale ohne Bild sind mit einem blauen Marker gekennzeichnet, Baudenkmale mit Bild mit einem grünen Marker.
- Bezeichnung: Bezeichnung des Baudenkmales
- Beschreibung: die Beschreibung des Baudenkmales. Unter § 3 Abs. 2 NDSchG werden Einzeldenkmale und unter § 3 Abs. 3 NDSchG Gruppen baulicher Anlagen und deren Bestandteile ausgewiesen.
- ID: die Objekt-ID des Baudenkmales
- Bild: ein Bild des Baudenkmales, ggf. zusätzlich mit einem Link zu weiteren Fotos des Baudenkmals im Medienarchiv Wikimedia Commons. Wenn man auf das Kamerasymbol klickt, können Fotos zu Baudenkmalen aus dieser Liste hochgeladen werden:

## Bitter

### Archäologische Denkmale
| Lage                       | Bezeichnung | Beschreibung | ID       | Bild |
| -------------------------- | ----------- | ------------ | -------- | ---- |
| 53° 9′ 54″ N, 11° 2′ 42″ O | Deich       |              | 28932977 | BW   |

### Baudenkmal (Einzeln)
| Lage                                    | Bezeichnung               | Beschreibung | ID       | Bild |
| --------------------------------------- | ------------------------- | --- | -------- | ---- |
| Elbstraße 22 53° 9′ 56″ N, 11° 2′ 36″ O | Wohn-/ Wirtschaftsgebäude | Das Haus ist ein Zweiständerbau, erbaut wurde das Haus im Jahr 1751. Das Fachwerk ist mit ZUiegel ausgefacht. Das Dach ist ein Halbwalmdach. | 28796896 | BW   |

## Bohldamm

### Baudenkmal (Einzeln)
| Lage                                             | Bezeichnung               | Beschreibung | ID       | Bild |
| ------------------------------------------------ | ------------------------- | --- | -------- | ---- |
| Neuhauser Straße 13, 53° 18′ 10″ N, 11° 0′ 17″ O | Wohn-/ Wirtschaftsgebäude | Das Vierständerhaus wurde zu Beginn des 19. Jahrhunderts erbaut. Die Ausfachung des Fachwerkes erfolgte mit Ziegeln. Das Halbwalmdach ist teils mit Ziegel, teils mit Reet gedeckt. Neben der Funktion als Forstgehöft, war es bestimmt auch eine Grenzstation. | 28796656 | BW   |

## Brandstade

### Gruppe: Deichvogtei Brandstade
Die Gruppe hat die ID: 34326740. Ehemaliger Deichvogteihof, mit giebelständigen Wohn-/ Wirtschaftsgebäude direkt am Elbdeich und versetzt parallel dazu stehenden Wirtschaftsgebäude.

| Lage                                    | Bezeichnung               | Beschreibung | ID       | Bild |
| --------------------------------------- | ------------------------- | --- | -------- | ---- |
| Elbstraße 16 53° 9′ 29″ N, 11° 4′ 10″ O | Wohn-/ Wirtschaftsgebäude | Zweiständer-Fachwerkhallenhaus mit Backsteinausfachung unter Halbwalmdach. Südwestecke und Teile der östlichen Traufseite massiv ersetzt. Errichtet wohl im 18. Jh. | 28796695 | BW   |
| Elbstraße 16 53° 9′ 30″ N, 11° 4′ 9″ O  | Scheune                   | Wirtschaftsgebäude mit zwei Quereinfahrten in Fachwerk mit Backsteinausfachung auf hohem Granitsockel und unter Halbwalmdach. Rückseitig Backofen und Geräteraum angebaut. Mittiges Zwerchhaus mit Ladeluke unter Satteldach in hofseitiger Dachfläche. Errichtet 1802. | 28796675 | BW   |

## Darchau

### Archäologische Denkmale
| Lage                         | Bezeichnung | Beschreibung | ID       | Bild |
| ---------------------------- | ----------- | --- | -------- | ---- |
| 53° 14′ 6″ N, 10° 53′ 59″ O  | Deich       | Vom alten Elbdeich, der auf 1,2 km Länge in der Gmkg. verlief, ist aufgrund der Deichertüchtigung heute obertägig nur noch ein Rest von etwa 120 m Länge südlich des ehemaligen Wachturms erhalten. Die Breite des alten Elbdeichs beträgt hier ca. 25 m, die Höhe ca. 4 m. Bei trapezförmigem Profil weist er eine Kronenbreite von ca. 4 m auf. Der Deich ist in der Kurhann. LA, Blatt Nr. 74, Dahlenburg, verzeichnet. Der alte Kerndeich dürfte unter dem neuen Deich noch größtenteils erhalten sein. | 28933110 | BW   |
| 53° 14′ 25″ N, 10° 53′ 21″ O | Deich       | Teilstück des alten Elbdeiches, von der Gemarkungsgrenze zu Darchau im O (dort Fortsetzung, FStNr. 1) bis an die Gemarkungsgrenze zu Konau im W (dort Fortsetzung, FStNr. 1). Durch Dünenzug ehemals auf ca. 500 m L. unterbrochen, dort ist heute ein moderner Deich vorhanden. Die Länge des Altdeiches in der Gemarkung betrug ursprünglich 350 m im SO und weitere 550 m im NW. Heute ist der Altdeich obertägig nur noch in der Ortslage Popelau auf etwa 550 m Länge erhalten. Seine Breite beträgt hier ca. 20 m, die Höhe nach SW ca. 4 m, nach NO ca. 3 m. Das Profil ist trapezförmig, die Deichkrone hat eine Breite von ca. 4 m. | 28933470 | BW   |
| 53° 14′ 16″ N, 10° 53′ 40″ O | Wurt        | | 28933466 | BW   |
| 53° 14′ 25″ N, 10° 53′ 44″ O | Wurt        | | 28933368 | BW   |
| 53° 14′ 22″ N, 10° 53′ 44″ O | Wurt        | | 28933464 | BW   |
| 53° 14′ 20″ N, 10° 53′ 43″ O | Wurt        | | 28933366 | BW   |
| 53° 14′ 22″ N, 10° 53′ 51″ O | Wurt        | | 28933724 | BW   |

### Gruppe: Hof des Fährmannes
Die Gruppe hat die ID: 34327965. Auf einer etwa zwei Meter hohen Wurt gelegener Hof auf annähernd rechteckigem Grundstück. Mittige Hoffläche auf vier Seiten von Gebäuden umgeben: Wohnhaus mit anschließendem Stallgebäude, große Querscheune sowie Stallscheune. Nach Zerstörung 1888 neu erbaut. Seit mindestens drei Jahrhunderten mit der Familie Rautenkranz verbunden, die Zöllner und Fährmänner stellte.

| Lage                                       | Bezeichnung               | Beschreibung | ID       | Bild |
| ------------------------------------------ | ------------------------- | --- | -------- | ---- |
| Hauptstraße 9 53° 14′ 16″ N, 10° 53′ 40″ O | Wohn-/ Wirtschaftsgebäude | Anderthalbgeschossiger traufständiger Sichtbacksteinbau unter ziegelgedecktem Satteldach mit hohem massivem Drempel. Giebelüberstände mit Freigespärren auf profilierten Konsolen. Symmetrische Fassade. Mittelachse durch Lisenen und Zwerchgiebel risalitähnlich betont. Weitere Fassadengliederung durch Ecklisenen und Geschossgesims in Backstein-Ziersetzung. Errichtet um 1890. | 28799744 |      |
| Hauptstraße 9 53° 14′ 17″ N, 10° 53′ 40″ O | Scheune                   | Traufständiger eingeschossiger Sichtbacksteinbau unter ziegelgedecktem Halbwalmdach, zurückgesetzt an südöstlicher Grundstücksgrenze. Zwei Querdurchfahrten. | 28799763 |      |

### Gruppe: Elbstraße 1–3
Die Gruppe hat die ID: 34327209.

| Lage                                     | Bezeichnung               | Beschreibung | ID       | Bild |
| ---------------------------------------- | ------------------------- | --- | -------- | ---- |
| Elbstraße 1 53° 14′ 24″ N, 10° 53′ 37″ O | Wohn-/ Wirtschaftsgebäude | Eingeschossiger Sichtbacksteinbau unter ziegelgedecktem Krüppelwalmdach mit Freigespärre. Giebelständig mit Abstand zur Straße, durch am Nordostgiebel angebautes Nebengebäude von dieser getrennt. Wirtschaftsteil am Nordostende, mit korbbogiger Quereinfahrt von der Hofseite. Errichtet 1908. | 28799461 | BW   |
| Elbstraße 1 53° 14′ 25″ N, 10° 53′ 36″ O | Schmiede                  | Traufständiger Sichtbacksteinbau unter ziegelgedecktem Satteldach, von der Straße zurückgesetzt als westliche Begrenzung der Hoffläche. Errichtet 1908. | 28799478 | BW   |
| Elbstraße 1 53° 14′ 25″ N, 10° 53′ 35″ O | Werkstatt                 | Giebelständiger Fachwerkbau mit Backsteinausfachung unter ziegelgedecktem Satteldach. Toreinfahrt mit daneben liegenden Eisenfenstern an südlicher Traufseite. | 28797661 | BW   |

### Einzelbaudenkmale
| Lage                                       | Bezeichnung               | Beschreibung | ID       | Bild |
| ------------------------------------------ | ------------------------- | --- | -------- | ---- |
| Elbdeich 53° 14′ 4″ N, 10° 54′ 8″ O        | DDR-Grenzturm             | Quadratischer Turm aus Betonfertigteilen mit Beobachtungsraum im OG und darüber liegender Aussichtsplattform. Typ BT-9 (4x4). Nach 1976.                                                                              | 28796715 | BW   |
| 53° 14′ 25″ N, 10° 53′ 49″ O               | Kriegerdenkmal            | Das Kriegerdenkmal erinnert an die Gefallenen des Ersten Weltkrieges aus Darchau. | 28796733 | BW   |
| Grenzstraße 4 53° 14′ 23″ N, 10° 53′ 58″ O | Wohn-/ Wirtschaftsgebäude | Zweiständer-Fachwerkhallenhaus mit Backsteinausfachung unter Halbwalmdach mit Wellasbestzement- und teilweise Reetdeckung. Von der Straße zurückgesetzt, traufständig. Errichtet laut inschriftlicher Datierung 1850. | 28796749 | BW   |

## Dellien

### Baudenkmal (Einzeln)
| Lage                                       | Bezeichnung               | Beschreibung | ID       | Bild |
| ------------------------------------------ | ------------------------- | --- | -------- | ---- |
| Dorfstraße 20 53° 18′ 26″ N, 10° 54′ 59″ O | Wohn-/ Wirtschaftsgebäude | Kleines Zweiständer-Fachwerkhallenhaus mit Backsteinausfachung unter Halbwalmdach mit Reetdeckung, massiver Stallanbau unter abgeschlepptem Dach an westlichen Traufseite. Inschriftliche Datierung am Dielentorsturz: 1825. Noch wesentlich im Original erhalten. | 28796768 | BW   |
| Dorfstraße 53° 18′ 24″ N, 10° 55′ 4″ O     | Kriegerdenkmal            | Das Denkmal erinnert an die Gefallenen des Ersten und des Zweiten Weltkrieges. | 28796915 | BW   |

## Gülstorf

### Gruppe: Elbstraße 5
Die Gruppe hat die ID: 34326758. Kleine auf Wurt gelegene Hofanlage, mit einem Fachhallenhaus und kleinem massiven Stall in paralleler Anordnung giebelständig zur Straße.

| Lage                         | Bezeichnung               | Beschreibung | ID       | Bild |
| ---------------------------- | ------------------------- | --- | -------- | ---- |
| 53° 15′ 28″ N, 10° 51′ 36″ O | Wohn-/ Wirtschaftsgebäude | Zweiständer-Fachwerkhallenhaus mit Backsteinausfachung unter reetgedecktem Halbwalmdach. Inschrift am Hauptbalken des Wirtschaftsgiebels sowie am Dielentorsturz. Errichtet 1857. Die Hofanlage zeigt einen landwirtschaftlichen Betrieb zur Zeit des Ende des 19. Jahrhunderts. | 28796933 | BW   |
| 53° 15′ 28″ N, 10° 51′ 37″ O | Stall                     | Langgestreckter eingeschossiger Sichtbacksteinbau unter ziegelgedecktem Satteldach. | 28796951 | BW   |

## Gülze

### Archäologische Denkmale
| Lage                        | Bezeichnung | Beschreibung | ID       | Bild |
| --------------------------- | ----------- | ------------ | -------- | ---- |
| 53° 17′ 4″ N, 10° 55′ 14″ O | Deich       |              | 28933730 | BW   |

## Haar

### Baudenkmal (Einzeln)
| Lage                                       | Bezeichnung               | Beschreibung | ID       | Bild |
| ------------------------------------------ | ------------------------- | --- | -------- | ---- |
| Dorfstraße 10 53° 15′ 30″ N, 10° 55′ 19″ O | St.-Nicolai-Kapelle       | Kleine Fachwerkkirche mit Backsteinausfachung unter ziegelgedecktem Satteldach mit einseitigem Walm über der Apsis. Westturm in Fachwerk mit Backsteinausfachung unter Zeltdach. Inschriftliche Datierung „1817“ an Wetterfahne des Turms. Kapellen-Neubau und Turmaufstockung 1837-1838. | 28797821 |      |
| Dorfstraße 25 53° 15′ 28″ N, 10° 55′ 20″ O | Wohn-/ Wirtschaftsgebäude | Traufständiges Zweiständer-Fachwerkhallenhaus mit Backsteinausfachung unter Halbwalmdach mit Hohlfalzziegeldeckung. Laut Inschrift erbaut 1847. | 28797840 | BW   |

## Herrenhof

### Baudenkmal (Einzeln)
| Lage                               | Bezeichnung | Beschreibung | ID       | Bild |
| ---------------------------------- | ----------- | --- | -------- | ---- |
| Elbufer 53° 9′ 41″ N, 11° 2′ 54″ O | Fähranleger | Weit in die Elbe ragenden Buhne und Zufahrt vom ehemaligen Vorwerk Herrenhof mit gepflastertem Weg. Großformatiges Sandsteinpflaster, am Buhnenkopf in Granitpflaster übergehend. Wohl als Anleger der Fähre nach Hitzacker gebaut, 19. Jh. | 28796460 | BW   |

## Kaarßen

### Gruppe: Pfarrhof
Die Gruppe hat die ID: 34326807. Im Süden des Dorfes gelegene Hofanlage, bestehend aus traufständigem, von der Straße zurückgesetzten Pfarrhaus und giebelständigen Fachwerkscheune an der Straße, auf annähernd quadratischem Grundstück. Straßenseitige Einfriedung durch schmiedeeisernen Zaun mit Blütenmotiven.

| Lage                                       | Bezeichnung  | Beschreibung | ID       | Bild |
| ------------------------------------------ | ------------ | --- | -------- | ---- |
| Hauptstraße 46 53° 11′ 29″ N, 11° 2′ 45″ O | Pfarrhaus    | Eingeschossiger traufständiger Fachwerkbau mit Backsteinausfachung unter ziegelgedecktem Halbwalmdach mit ausgebautem DG. Symmetrische Fassade mit mittigem Eingang, darüber schmales Zwerchhaus unter Satteldach. Errichtet Mitte 19. Jh. | 28797934 | BW   |
| Hauptstraße 46 53° 11′ 30″ N, 11° 2′ 45″ O | Pfarrscheune | Giebelständige Längsdurchfahrtsscheune in Fachwerk mit Backsteinausfachung unter ziegelgedecktem Halbwalmdach. Errichtet wohl um 1850 zeitgleich mit Pfarrhaus, heute zu Wohnzwecken ausgebaut.                                            | 28797954 | BW   |

### Baudenkmal (Einzeln)
| Lage                                      | Bezeichnung       | Beschreibung | ID       | Bild           |
| ----------------------------------------- | ----------------- | --- | -------- | -------------- |
| Hauptstraße 53° 11′ 39″ N, 11° 2′ 35″ O   | Kriegerdenkmal    | | 28797916 | BW             |
| Hauptstraße 53° 11′ 38″ N, 11° 2′ 37″ O   | St.-Marien-Kirche | Die St.-Marien-Kirche ist eine klassizistische Fachwerkkirche und wurde im Jahr 1842 erbaut. Auf einer Warft gelegene Kirche mit Backsteinausfachung unter Satteldach mit Vollwalm über der Apsis, Dachreiter mit Zeltdach und Biberschwanzdeckung über dem Westgiebel. | 28797859 | Weitere Bilder |
| Schulstraße 2 53° 11′ 40″ N, 11° 2′ 40″ O | Ehemalige Schule  | Eingeschossiger traufständiger Fachwerkbau mit Backsteinausfachung unter ziegelgedecktem Satteldach mit ausgebautem Dachgeschoss. Von 1869 bis 1870 an Stelle Vorgängerbau erbaut. Alte Schule war baufällig geworden und konnte nicht repariert werden.                | 28797896 | BW             |

## Konau

### Archäologische Denkmale
| Lage                         | Bezeichnung | Beschreibung | ID       | Bild |
| ---------------------------- | ----------- | ------------ | -------- | ---- |
| 53° 14′ 57″ N, 10° 52′ 33″ O | Deich       |              | 28933472 | BW   |

### Gruppe: Marschhufendorf
Die Gruppe hat die ID: 34326823. Ortslage Konau mit den am Elbdeich aufgereihten Höfen in giebelständiger Ausrichtung zum Deich mit Wohnhaus näher am Deich und den Scheunen näher an der Feldmark. Baubestand des 18. bis frühen 20. Jh. Teilabschnitt der Elbstraße im Westen mit Feldsteinpflaster.

| Lage                                      | Bezeichnung               | Beschreibung | ID       | Bild |
| ----------------------------------------- | ------------------------- | --- | -------- | ---- |
| Elbstraße 3 53° 14′ 58″ N, 10° 52′ 43″ O  | Wohn-/ Wirtschaftsgebäude | Giebelständiges Zweiständer-Fachhallenhaus mit Backsteinausfachung unter Halbwalmdach mit Reetdeckung. Wohngiebel massiv erneuert. Göpelhaus in Fachwerk mit Backsteinausfachung im 19. Jh. nachträglich an westliche Traufseite angebaut. 1793. | 28797991 | BW   |
| Elbstraße 5 53° 15′ 0″ N, 10° 52′ 41″ O   | Scheune                   | Giebelständige Längsdurchfahrtsscheune als Vierständer-Fachwerkbau mit Backsteinausfachung unter Halbwalmdach mit Ziegeldeckung. | 28798011 | BW   |
| Elbstraße 5 53° 14′ 59″ N, 10° 52′ 40″ O  | Wohn-/ Wirtschaftsgebäude | Giebelständiges Zweiständer-Fachhallenhaus mit Backsteinausfachung unter Halbwalmdach mit Reetdeckung. 1860 errichtet. | 28797008 | BW   |
| Elbstraße 7 53° 14′ 58″ N, 10° 52′ 38″ O  | Wohn-/ Wirtschaftsgebäude | Giebelständiges Zweiständerhaus unter Halbwalmdach, ursprünglich in Reetdeckung. Wirtschaftsgiebel in Fachwerk mit Backsteinausfachung. Laut Inschrift errichtet 1777. Wohnteil zu Beginn des 20. Jh. erneuert, Südgiebel mit Ortganggesims in Backstein-Ziersetzung und verkleinertem Walm, Ziegeldeckung. | 28799562 | BW   |
| Elbstraße 7 53° 15′ 0″ N, 10° 52′ 38″ O   | Scheune                   | Längsdurchfahrtscheune Fachwerk mit Lehm- und Backsteinausfachung unter Walmdach in Reetdeckung. Hofseitig einseitige Giebelkübbung. Errichtet 1786 (i). | 28799580 | BW   |
| Elbstraße 7 53° 14′ 58″ N, 10° 52′ 37″ O  | Stall                     | Anderthalbgeschossiger Backsteinbau unter Satteldach in Hohlpfannendeckung mit massivem Drempel, giebelständig zur Straße, parallel westlich des Haupthauses. Errichtet um 1930. | 28799622 | BW   |
| Elbstraße 9 53° 14′ 58″ N, 10° 52′ 36″ O  | Wohn-/ Wirtschaftsgebäude | Giebelständiges Zweiständer-Fachhallenhaus mit Backsteinausfachung unter Halbwalmdach mit Reetdeckung. Errichtet 1850 (i). | 28797642 | BW   |
| Elbstraße 9 53° 14′ 59″ N, 10° 52′ 36″ O  | Scheune                   | Giebelständige Längsscheune in Dreiständer-Fachwerkbauweise mit Backsteinausfachung, teils mit Lehmstakung, unter reetgedecktem Walmdach. Einseitige Giebelkübbung am hofseitigen Giebel. | 28797625 | BW   |
| Elbstraße 9 53° 14′ 58″ N, 10° 52′ 35″ O  | Stall                     | Eingeschossiger Sichtbacksteinbau unter Satteldach in Ziegeldeckung, giebelständig zur Straße, westlich des Haupthauses. Errichtet Ende 19. J. | 28799648 | BW   |
| Elbstraße 11 53° 14′ 58″ N, 10° 52′ 33″ O | Wohn-/ Wirtschaftsgebäude | Giebelständiges Zweiständer-Fachhallenhaus mit Backsteinausfachung unter Halbwalmdach mit Reetdeckung. Errichtet 1851. | 28797599 | BW   |
| Elbstraße 11 53° 14′ 58″ N, 10° 52′ 34″ O | Remise                    | Eingeschossiger langgestreckter Sichtbacksteinbau unter Satteldach mit Ziegeldeckung parallel zum Hauptgebäude. Südlicher Abschluss durch Querbau unter Satteldach mit leicht erhöhtem First. Zwerchhaus mit Ladeluke in hofseitiger Dachfläche. Zwei Quereinfahrten im nördlichen Teil. Errichtet wohl Ende 19. oder Beginn 20. Jh., ursprünglich mit multifunktionaler Nutzung als Stall, Backhaus, Remise und vermutlich Futterküche. | 28796479 | BW   |
| Elbstraße 11 53° 15′ 0″ N, 10° 52′ 33″ O  | Scheune                   | Giebelständige Längsscheune in Fachwerk mit Backsteinausfachung unter Halbwalmdach mit Reetdeckung. Wände teilweise massiv ersetzt. Einseitige Giebelkübbung am hofseitigen Giebel, schräges Vorschauer hier nachträglich massiv verschlossen. Errichtet wohl zeitnah zum Haupthaus Mitte 19. Jh. | 28797611 | BW   |
| Elbstraße 13 53° 14′ 58″ N, 10° 52′ 32″ O | Wohn-/ Wirtschaftsgebäude | Giebelständiges Zweiständer-Fachhallenhaus mit Backsteinausfachung unter Satteldach mit einseitigem Halbwalm am Wirtschaftsgiebel. Laut Inschrift errichtet 1851. Wohngiebel 1920 in Sichtbackstein als repräsentativer symmetrischer Schaugiebel erneuert, mit Lisenengliederung, Ortganggesims und historisierenden zinnenartigen Staffeln.                                                                                            | 28798143 | BW   |
| Elbstraße 15 53° 14′ 59″ N, 10° 52′ 30″ O | Wohn-/ Wirtschaftsgebäude | Giebelständiges Zweiständer-Fachhallenhaus mit Backsteinausfachung unter Halbwalmdach mit Reetdeckung. Errichtet um 1850. | 28798123 | BW   |
| Elbstraße 17 53° 14′ 59″ N, 10° 52′ 28″ O | Wohn-/ Wirtschaftsgebäude | Giebelständiges Zweiständer-Fachhallenhaus unter reetgedecktem Halbwalmdach. Traufseitige Außenwände und EG des Wohngiebels massiv ersetzt. Laut Inschrift errichtet 1792. | 28798105 | BW   |
| Elbstraße 19 53° 14′ 59″ N, 10° 52′ 27″ O | Wohn-/ Wirtschaftsgebäude | Giebelständiges Zweiständer-Fachhallenhaus mit Backsteinausfachung unter Halbwalmdach mit Reetdeckung. Traufseitige Außenwände massiv ersetzt. Errichtet 1820. | 28798087 | BW   |
| Elbstraße 21 53° 14′ 59″ N, 10° 52′ 21″ O | Wohn-/ Wirtschaftsgebäude | Giebelständiges Zweiständer-Fachhallenhaus mit Backsteinausfachung unter Halbwalmdach mit Ziegel- und Reetdeckung. Innengerüst erhalten. Laut Inschrift errichtet 1760, älterer Kernbau aus den 1660er Jahren. Prägender Umbau um 1870. Wohnteil zu Beginn des 20. Jh. verändert und in Ziegel gedeckt. | 28798067 | BW   |
| Elbstraße 21 53° 15′ 0″ N, 10° 52′ 21″ O  | Scheune                   | Längsscheune in Fachwerk mit Backsteinausfachung unter Halbwalmdach mit Ziegeldeckung. Errichtet um 1750, Traufwände jünger. | 28799635 | BW   |
| Elbstraße 23 53° 14′ 59″ N, 10° 52′ 20″ O | Wohn-/ Wirtschaftsgebäude | Giebelständiges Zweiständerhaus mit Backsteinausfachungen unter Halbwalmdach ursprünglich in Weichdeckung. 1750(i). Walme in roter Hohlpfannendeckung. Umbau des Wohnteils mit Verlegung der Feuerstelle, Einzug einer Zwischendecke und Vergrößerung der Fenster. Anfang 19. Jh und um 1915. Verbreiterung des Wirtschaftsteils, Ersatz des Innengerüsts und Massivierung der Traufwände. Nach 1950.                                    | 28798049 | BW   |
| Elbstraße 23 53° 15′ 0″ N, 10° 52′ 19″ O  | Scheune                   | Giebelständiger eingeschossiger Dreiständerbau mit einseitiger Kübbung unter Halbwalmdach ursprünglich in Weichdeckung, später mit Hohlpfannendeckung auf den Walmen. 1707(d). Verlängerung um zwei Fach. 1787(d), 1788(i). | 49458252 | BW   |
| Elbstraße 25 53° 14′ 59″ N, 10° 52′ 17″ O | Wohn-/ Wirtschaftsgebäude | Giebelständiger Sichtbacksteinbau im Typus des Flettdielenhauses. Halbwalmdach in Ziegeldeckung. Inschriftliche Datierung am Wirtschaftsgiebel: 1865. Prägende Veränderungen zu Beginn des 20. Jh. sowie durch Stalleinbauten im Wirtschaftsteil in den 1960er Jahren. | 28799596 | BW   |
| Elbstraße 25 53° 15′ 1″ N, 10° 52′ 16″ O  | Scheune                   | Längsscheune in Fachwerk mit Backsteinausfachung unter reetgedecktem Walmdach. Hofseitig einseitige Giebelkübbung. Errichtet wohl Ende 18. Jh. | 28797028 | BW   |
| Elbstraße 25 53° 15′ 0″ N, 10° 52′ 16″ O  | Stall                     | Eingeschossiger Sichtbacksteinbau unter ziegelgedecktem Satteldach, giebelständig zur Straße zwischen Scheune und Backhaus gelegen. Errichtet 1906. | 28799609 | BW   |
| Elbstraße 25 53° 15′ 0″ N, 10° 52′ 16″ O  | Backhaus                  | Auffällig hohes eingeschossiges Fachwerkgebäude mit Backsteinausfachung und teilweise mit Lehmstakung unter ziegelgedecktem Halbwalmdach. Wohl Ende 18. Jh. als Speicher errichtet. Einbau eines Backofens nach 1869. | 28798029 | BW   |

## Krusendorf

### Archäologische Denkmale
| Lage                         | Bezeichnung | Beschreibung | ID       | Bild |
| ---------------------------- | ----------- | ------------ | -------- | ---- |
| 53° 16′ 11″ N, 10° 50′ 43″ O | Landwehr    |              | 28933619 | BW   |

### Baudenkmal (Einzeln)
| Lage                                          | Bezeichnung               | Beschreibung | ID       | Bild |
| --------------------------------------------- | ------------------------- | --- | -------- | ---- |
| Sumter Straße 14 53° 17′ 46″ N, 10° 51′ 20″ O | Kapelle                   | Die Bauernkapelle Krusendorf ist ein Saalbau in Fachwerk mit Backsteinausfachung unter Satteldach mit einseitigem Walm über dem Ostgiebel. Dachreiter über dem Westgiebel mit spitzem achtseitigem Turmhelm in Holzschindeldeckung. Errichtet 1741 nach Plänen des Baukondukteurs B. D. Kneese. | 28798163 |      |
| Dorfstraße 19 53° 17′ 39″ N, 10° 51′ 13″ O    | Wohn-/ Wirtschaftsgebäude | Hallenhaus in Sichtbacksteinmauerwerk in der Art eines Vierständerhauses unter Halbwalmdach in Ziegeldeckung. Auf schmaler Parzelle sehr weit von Straße zurückgesetzt, giebelständig. Westlich angebautes Göpelhaus. Errichtet in zweiter Hälfte 19. Jh.                                       | 28796823 | BW   |

## Laake

### Gruppe: Elbstraße 5
Die Gruppe hat die ID: 34326839. An Brack auf Wurt gelegene Hofanlage im Zentrum von Laake, mit Hallenhaus und Scheune in Sichtbacksteinmauerwerk. Mit Feldsteinen gepflasterte Zufahrt und Hoffläche. Backsteinmauer als straßenseitige Einfriedung.

| Lage                                   | Bezeichnung               | Beschreibung | ID       | Bild |
| -------------------------------------- | ------------------------- | --- | -------- | ---- |
| Elbstraße 5 53° 9′ 17″ N, 11° 4′ 29″ O | Wohn-/ Wirtschaftsgebäude | Eingeschossiger giebelständiger Sichtbacksteinbau unter ziegelgedecktem Halbwalmdach. Bauform und Grundrissorganisation dem Vierständer-Fachhallenhaus-Typ nachempfunden. Lisenengliederung trauf- und giebelseitig. Beide Giebel zusätzlich mit Ortgang- und Geschossgesimsen in Backstein-Ziersetzung. Laut Inschrift errichtet 1901. | 28798201 | BW   |
| Elbstraße 5 53° 9′ 19″ N, 11° 4′ 30″ O | Scheune                   | Giebelständiger Sichtbacksteinbau mit außermittiger Längsdurchfahrt unter ziegelgedecktem Halbwalmdach. Lisenengliederung trauf- und giebelseitig. Straßengiebel zusätzlich mit Backsteinziersetzungen. Laut Inschrift über dem Tor errichtet 1902.                                                                                     | 28798182 | BW   |

## Neu Garge

### Archäologische Denkmale
| Lage                         | Bezeichnung | Beschreibung | ID       | Bild |
| ---------------------------- | ----------- | ------------ | -------- | ---- |
| 53° 16′ 21″ N, 10° 49′ 37″ O | Deich       |              | 28932981 | BW   |
| 53° 16′ 17″ N, 10° 49′ 58″ O | Deich       |              | 28932983 | BW   |
| 53° 16′ 21″ N, 10° 49′ 55″ O | Wurt        |              | 28933243 | BW   |
| 53° 16′ 20″ N, 10° 51′ 2″ O  | Wurt        |              | 28933338 | BW   |
| 53° 16′ 19″ N, 10° 49′ 49″ O | Wurt        |              | 28933340 | BW   |
| 53° 16′ 17″ N, 10° 49′ 47″ O | Wurt        |              | 28933344 | BW   |
| 53° 16′ 19″ N, 10° 49′ 46″ O | Wurt        |              | 28933342 | BW   |
| 53° 16′ 16″ N, 10° 49′ 43″ O | Wurt        |              | 8933346  | BW   |

### Gruppe Am Deich 5
Die Gruppe hat die ID: 34326856. Hofanlage hinter dem Deich auf annähernd rechteckigem Flurstück, bestehend aus auffällig großen Zweiständer-Hallenhaus und parallel stehendem Stall.

| Lage                         | Bezeichnung               | Beschreibung | ID       | Bild |
| ---------------------------- | ------------------------- | --- | -------- | ---- |
| 53° 16′ 23″ N, 10° 49′ 42″ O | Wohn-/ Wirtschaftsgebäude | Zweiständerbau mit Backsteinausfachungen unter Halbwalmdach ursprünglich in Weichdeckung mit Doppelmuldenfalzziegeldeckung auf den Walmen. 1857(i). | 28798257 | BW   |
| 53° 16′ 22″ N, 10° 49′ 42″ O | Stall                     | Zweiständerbau mit Backsteinausfachungen unter Halbwalmdach ursprünglich in Weichdeckung mit Doppelmuldenfalzziegeldeckung auf den Walmen. 1857(i). | 28796969 | BW   |

### Gruppe Zur alten Schmiede 6
Die Gruppe hat die ID: 34326923. Auf Wurt gelegene Hofanlage direkt hinter dem Deich, mit Wohn-/ Wirtschaftsgebäude und Stallscheune.

| Lage                         | Bezeichnung               | Beschreibung | ID       | Bild |
| ---------------------------- | ------------------------- | --- | -------- | ---- |
| 53° 22′ 15″ N, 10° 49′ 42″ O | Wohn-/ Wirtschaftsgebäude | Vierständerhallenhaus mit Backsteinausfachung unter Halbwalmdach, über Wohnteil in Faserzementrautendeckung. 1862(i).                                                                                   | 28798444 | BW   |
| 53° 16′ 16″ N, 10° 49′ 42″ O | Scheune / Stall           | Langgestreckter eingeschossiger Fachwerkbau mit Backsteinausfachungen unter Satteldach in roter Hohlpfannendeckung. 1861(i). Anbau einer Futterküche nach Südwesten in Backstein. Zweite Hälfte 20. Jh. | 28798462 | BW   |

## Neuhaus

### Archäologische Denkmale
| Lage                                        | Bezeichnung | Beschreibung | ID       | Bild |
| ------------------------------------------- | ----------- | --- | -------- | ---- |
| Rosengartenweg 53° 17′ 18″ N, 10° 55′ 37″ O | Ringwall    | An dieser Stelle stand bis 1719 ein Schloss. Es war so baufällig, dass man es abriss, die Baumaterialien wurden wiederverwendet unter anderem zum Ausbau des Schlosses Göhrde. Vom Schloss ist nur noch ein Ringwall und Mauerreste übrig. Außerdem befindet sich um den Ringwall ein Graben. | 28798655 | BW   |
| 53° 16′ 55″ N, 10° 55′ 7″ O                 | Deich       | Entlang des Westufers der Krainke verlief auf ca. 4,2 km Länge ein Deich, von dem noch vier Teilabschnitte erhalten sind. Südlichste Teilstück 100 m lang, Breite ca. 7 m, Höhe ca. 1 m. Das zweite Teilstück ca. 200 m lang, Breite ca. 10 m, Höhe ca. 1,50 m. Auf 100 m nach Norden Altdeich abgetragen, dann Teilstück von 700 m Länge, Breite ca. 12 m und Höhe 1,5 m. Nördlichste Teilstück ca. 140 m lang, Breite jetzt ca. 20 m und Höhe bis 2 m. | 28933730 | BW   |

### Baudenkmal (Gruppen)
| Lage                                                 | Bezeichnung            | Beschreibung | ID       | Bild |
| ---------------------------------------------------- | ---------------------- | --- | -------- | ---- |
| Am Markt 3, 5 53° 17′ 10″ N, 10° 55′ 46″ O           | Amtshof                | Amtshof des früheren Amtes Neuhaus mit zweigeschossigem Amtshaus als Hauptgebäude sowie rechtwinklig dazu stehenden eingeschossigen Verwaltungs- und Gerichtsgebäude, die gemeinsam großen Vorplatz umfassen, sowie dem nördlich davon traufständig an Straße stehenden, ebenfalls eingeschossigen Amtsschreiberhaus. | 34326956 |      |
| Bauhofstraße 1 53° 17′ 12″ N, 10° 55′ 53″ O          | Ackerbürgerhof         | Gruppe aus Wohn- und Geschäftshaus und Werkstattgebäude. | 28798313 | BW   |
| Lange Reihe 4, 6, 8 53° 17′ 6″ N, 10° 55′ 42″ O      | Wohnhäuser             | Gruppe von drei eingeschossigen trauf- und giebelständigen Wohnhäusern des frühen 19. Jh. in Fachwerkbauweise am nordwestlichen Rand des Ortskerns an Westseite der Straße. | 34326906 |      |
| Lüneburger Straße 1 u. 2 53° 17′ 4″ N, 10° 55′ 46″ O | Wohn-/ Geschäftshäuser | | 34326889 | BW   |

### Baudenkmal (Einzeln)
| Lage                                              | Bezeichnung               | Beschreibung | ID       | Bild |
| ------------------------------------------------- | ------------------------- | --- | -------- | ---- |
| Alte Molkereistraße 4 53° 17′ 8″ N, 10° 55′ 56″ O | Wohnhaus                  | Eingeschossiger giebelständiger Fachwerkbau mit Backsteinausfachung unter ziegelgedecktem Halbwalmdach. Errichtet wohl Mitte 19. Jh. | 28798694 | BW   |
| Am Markt 3 53° 17′ 10″ N, 10° 55′ 46″ O           | Amtschreiberhaus          | Eingeschossiger traufständiger Fachwerkbau mit Backsteinausfachung unter ziegelgedecktem Halbwalmdach. Errichtet wohl Anfang des 19. Jh. unter Verwendung eines älteren Kerns aus dem 17. Jh. | 28798773 |      |
| Am Markt 4 53° 17′ 9″ N, 10° 55′ 41″ O            | Wohnhaus                  | Zweigeschossiger Fachwerkbau mit Backsteinausfachung unter Halbwalmdach mit Ziegeldeckung, in Ecklage giebelständig zum Marktplatz. OG an drei Seiten auskragend. Westgiebel sowie EG der südlichen Traufwand massiv erneuert. Inschriftliche Datierung „Anno 1684“ am Ostgiebel. Heute Sitz der Gemeindeverwaltung. | 28798480 |      |
| Am Markt 5 53° 17′ 8″ N, 10° 55′ 47″ O            | Amtshaus                  | Auf dem Amtshof zurückgesetzter, traufständiger zweigeschossiger Fachwerkbau mit Backsteinausfachung unter ziegelgedecktem Walmdach. 1734–37. | 28798752 |      |
| Am Markt 5 53° 17′ 8″ N, 10° 55′ 45″ O            | Amtshaus                  | Eingeschossiger Fachwerkbau mit Backsteinausfachung unter ziegelgedecktem Halbwalmdach mit mittigem Dachreiter. In Ecklage, traufständig zum nördlich gelegenen Amtshof, giebelständig zum Markt. Errichtet wohl Anfang des 19. Jh., ursprünglich als Amtsstube genutztes Gebäude des Amtshofes. Ab 1852 als Amtsgericht genutzt. 1945 bis 1992 Teil des Krankenhauses. | 28798732 |      |
| Bauhofstraße 1 53° 17′ 12″ N, 10° 55′ 53″ O       | Wohnhaus                  | Eingeschossiger traufständiger Fachwerkbau mit Backsteinausfachung unter ziegelgedecktem Halbwalmdach. Symmetrische Fassade mit mittigem Eingang unter zweiachsigem Zwerchhaus mit Satteldach. Zwei kleine Schleppgauben beiderseits des Zwerchhauses. Errichtet wohl Anfang 19. Jh. | 28798313 | BW   |
| Bauhofstraße 1a 53° 17′ 12″ N, 10° 55′ 54″ O      | Werkstatt                 | Zweigeschossiger giebelständiger Fachwerkbau mit Backsteinausfachung unter ziegelgedecktem Satteldach. Ladeluke mit Kranausleger im straßenseitigen Giebeldreieck. Große nach außen aufschlagende Sprossenfenster in südlicher Traufwand, paarweise in beiden Geschossen angeordnet. Giebelseitige Fensteröffnungen nachträglich verschlossen. Errichtet wohl Anfang 19. Jh. | 28798293 | BW   |
| Grenzstraße 6 53° 16′ 59″ N, 10° 55′ 57″ O        | Wohnhaus                  | | 28799709 | BW   |
| Kirchplatz 53° 17′ 2″ N, 10° 55′ 52″ O            | St. Marien-Kirche         | Große Saalkirche über rechteckigem Grundriss in Fachwerk mit Backsteinausfachung auf Backsteinsockel. Satteldach mit einseitigem Vollwalm über Chorbereich. Hoher vorgesetzter Westturm in Fachwerk unter Pyramidendach. Zwischen den Riegellagen dreigeteilte Fenster mit separatem rundbogigen Oberlicht. Drei große, ähnlich gestaltete Portale mit hölzerner Rahmung und breitem Sturzgebälk am Turm sowie an Nord- und Ostseite. Über großer Voute flach gedeckter Innenraum mit klassizistischer Ausstattung. Dreiseitig umlaufende Empore auf hölzernen Säulen. Halbhohe Altarwand mit zentraler überhöhter Ädikula mit Kanzel über Altarbild. | 28798576 |      |
| Kirchplatz 53° 17′ 2″ N, 10° 55′ 52″ O            | Kirchhof                  | Die Kirche umgebende Freifläche, ehemaliger Friedhofsbereich. | 41601547 | BW   |
| Kirchplatz 53° 17′ 3″ N, 10° 55′ 52″ O            | Gefallenendenkmal         | | 28799795 | BW   |
| Laaver Weg 1 53° 16′ 53″ N, 10° 55′ 58″ O         | Wohnhaus                  | Eingeschossiger traufständiger Massivbau mit ausgebautem Drempelgeschoß unter Krüppelwalmdach in Ziegeldeckung. Straßenseitiger Mittelrisalit mit Zwerchgiebel und zentralem Hauseingang. Symmetrische Fassade. Sichtbacksteingliederungen und hell abgesetzte Putzflächen. Errichtet wohl um 1900. | 28798557 | BW   |
| Lange Reihe 4 53° 17′ 9″ N, 10° 55′ 41″ O         | Wohnhaus                  | Giebelständiger Fachwerkbau teils mit Backsteinausfachungen, teils massiv unter Halbwalmdach in Hohlpfannendeckung. Erste Hälfte 19. Jh. | 28798389 |      |
| Lange Reihe 6 53° 17′ 6″ N, 10° 55′ 42″ O         | Wohnhaus                  | Eingeschossiger traufständiger Fachwerkbau mit Backsteinausfachung unter ziegelgedecktem Halbwalmdach. Symmetrische Fassade mit mittiger Eingangstür, darüber einachsiges Zwerchhaus mit Ladeluke unter Satteldach. Errichtet wohl Anfang 19. Jh. | 28798408 |      |
| Lange Reihe 8 53° 17′ 6″ N, 10° 55′ 42″ O         | Wohnhaus                  | Eingeschossiger traufständiger Fachwerkbau mit Backsteinausfachung auf Backsteinsockel und unter ziegelgedecktem Halbwalmdach. Fassade mit mittigem Eingang und nachträglichem Ladeneinbau rechts. Rückwärtig Stallanbau. Errichtet wohl Anfang 19. Jh. | 28798427 |      |
| Lüneburger Straße 1 53° 17′ 3″ N, 10° 55′ 46″ O   | Wohn-/ Geschäftshaus      | Zweigeschossiger Sichtbacksteinbau in Ecklage unter abgewinkeltem Krüppelwalmdach in Ziegeldeckung. Gebäudeecke durch Zwerchgiebel mit weit vorstehendem spitzbogigen Freigespärre sowie massivem Erker betont. Historisierender Fassadenschmuck mit hellen Putzelementen wie Fenster- und Türrahmungen und Gesimsbändern. Erker auf verzierten Konsolen, mit geschlossener Balustrade und Ecklisenen. Darunter breites Schaufenster mit Mittelsäule. Errichtet wohl Ende 19. Jh. | 28798352 |      |
| Lüneburger Straße 2 53° 17′ 3″ N, 10° 55′ 45″ O   | Wohnhaus                  | Zweigeschossiger giebelständiger Sichtbacksteinbau unter Satteldach mit Freigespärre und Firstpfahl. Ecklisenen und geschosstrennende Zahnschnittfriese sowie getrepptes Ortganggesims in Backsteinziersetzung. Nordostgiebel mit eingeschossiger Auslucht und verzierten Brüstungsfeldern im Erdgeschoss. Im OG ungewöhnliche Fensteröffnung mit fassadenbündiger, verandaartiger Holzrahmung. Errichtet wohl Ende 19. Jh. | 28798331 |      |
| Lüneburger Straße 33 53° 16′ 50″ N, 10° 56′ 1″ O  | Scheune                   | Längsdurchfahrtsscheune in Dreiständer-Fachwerkkonstruktion mit Backsteinausfachung und Lehmstakung unter Walmdach, ursprünglich mit weicher Deckung. Errichtet 1796. | 28798500 | BW   |
| Lüneburger Straße 37 53° 16′ 50″ N, 10° 55′ 57″ O | Kriegerdenkmal            | | 28798519 | BW   |
| Marktplatz 53° 17′ 9″ N, 10° 55′ 43″ O            | Germania                  | | 28796787 |      |
| Parkstraße 1 53° 17′ 7″ N, 10° 55′ 46″ O          | Hotel Hannover            | Zum Platz hin quergelagerter zweigeschossiger Massivbau unter ziegelgedecktem Krüppelwalmdach, Ziegelmauerwerk und weiße Putzflächen im Wechsel. Annähernd mittiger Risalit mit Zwerchgiebel unter steilem Satteldach. Alle Giebel mit großem Dachüberstand durch Freigespärre. Errichtet wohl Anfang 20. Jh. | 28798713 |      |
| Parkstraße 3 53° 17′ 5″ N, 10° 55′ 47″ O          | Wohn-/ Wirtschaftsgebäude | Eingeschossiger traufständiger Fachwerkbau mit Backsteinausfachung unter ziegelgedecktem Halbwalmdach, zweigeschossiger Querbau mit vorkragendem OG unter Satteldach mit einseitigem Walm an Straßenseite. Ursprünglich als Fachhallenhaus mit zweigeschossigem Wohnteil errichtet. Prägende Umbauten im 18. und 19. Jah. zu Bürgerhaus mit Ladengeschäft, nachträgliche Verlängerung nach Süden. Im Nordwesten massiver vorspringender Anbau mit Wohnnutzung in Sichtbackstein unter Mansarddach mit Fachwerkgiebeln. Kernbaugefüge des 17. Jh. und alter Wirtschaftsgiebel im Inneren zu großen Teilen erhalten.                                    | 28799528 |      |
| Parkstraße 8 53° 17′ 4″ N, 10° 55′ 45″ O          | Ev. Pfarramt              | Eingeschossiger traufständiger Sichtbacksteinbau unter ziegelgedecktem Halbwalmdach mit Fledermausgaube. Symmetrische Fassade mit mittiger Eingangstür, Gliederung durch Ecklisenen und Traufgesims in Ziegelsteinziersetzung. Im Vorgarten 1931 aufgestellter Gedenkstein für Carl Peters (1856-1918), Begründer der Kolonie Deutsch-Ostafrika. | 28798371 | BW   |
| Poststraße 4a 53° 17′ 5″ N, 10° 55′ 51″ O         | Wohnhaus                  | Eingeschossiger traufständiger Fachwerkbau mit Backsteinausfachung auf Feldstein- und Backsteinsockel unter ziegelgedecktem Halbwalmdach. Regelmäßige Fensteranordnung, außermittige zweiflügelige Eingangstür mit Oberlicht und vorgelegten Stufen. Auf Fassade bezogener Lindenbestand. Errichtet wohl in erster Hälfte 19. Jh. | 28798636 | BW   |
| Poststraße 5 53° 17′ 2″ N, 10° 55′ 50″ O          | Wohnhaus                  | Eingeschossiger traufständiger Fachwerkbau unter ziegelgedecktem Halbwalmdach in Ecklage am Kirchplatz. Dachgeschoss giebelseitig vorkragend mit gerundeten Füllhölzern. Errichtet 1709. Straßenseitig rechts jüngerer risalitartiger Vorbau unter Mansard-Halbwalmdach mit Laden im EG. | 28798596 | BW   |
| Poststraße 9 53° 17′ 4″ N, 10° 55′ 50″ O          | Postamt                   | Zweigeschossiger traufständiger Sichtbacksteinbau unter Krüppelwalmdach mit Ziegeldeckung. Straßenseitiger Mittigelrisalit mit Zwerchgiebel unter Krüppelwalmdach. Giebelseitige Dachüberstände mit Freigespärren. Fassadengliederung durch horizontale Bänderung und Geschossgesims mit dunkel glasierten Backsteinen. Wohl E. 19. Jh. | 28798615 | BW   |
| Rosengartenweg 4 53° 17′ 13″ N, 10° 55′ 45″ O     | Pforthaus                 | Eingeschossiges traufständiges Fachwerkgebäude mit Backsteinausfachung auf Feldsteinsockel und unter ziegelgedecktem Walmdach mit großen Dachüberständen. Zwei traufseitige Eingänge mit vorgelegten Stufen. Straßenseitig mittige Satteldachgaube mit Ladeluke. Am Südostgiebel Anbau unter Schleppdach. Errichtet wohl um 1600. | 28796987 | BW   |

## Niendorf

### Archäologische Denkmale
| Lage                         | Bezeichnung | Beschreibung | ID       | Bild |
| ---------------------------- | ----------- | ------------ | -------- | ---- |
| 53° 18′ 30″ N, 10° 50′ 39″ O | Deich       |              | 28933591 | BW   |
| 53° 18′ 37″ N, 10° 53′ 30″ O | Wurt        |              | 28933607 | BW   |
| 53° 18′ 31″ N, 10° 53′ 28″ O | Wurt        |              | 28933609 | BW   |
| 53° 18′ 28″ N, 10° 53′ 28″ O | Wurt        |              | 28933611 | BW   |
| 53° 18′ 27″ N, 10° 53′ 27″ O | Wurt        |              | 28933613 | BW   |
| 53° 18′ 21″ N, 10° 54′ 0″ O  | Wurt        |              | 28933615 | BW   |

## Pinnau

### Gruppe: Hauptstraße 1
Die Gruppe hat die ID: 34327057. Hofanlage auf annähernd dreieckigem Grundstück in Ortsmitte, mit Wohn-/ Wirtschaftsgebäude, Scheune und Stall. Hauptgebäude und Scheune bemerkenswert groß, in annähernd paralleler Stellung. Stall an südlicher Grundstücksgrenze. Große Hofeichen im östlichen Teil.

| Lage                                      | Bezeichnung               | Beschreibung | ID       | Bild |
| ----------------------------------------- | ------------------------- | --- | -------- | ---- |
| Hauptstraße 1 53° 10′ 52″ N, 11° 4′ 38″ O | Wohn-/ Wirtschaftsgebäude | Eingeschossiger Sichtbacksteinbau der Grundrißstruktur eines Fachhallenhauses unter Krüppelwalmdach in Ziegeldeckung und mit Eulenloch. Wirtschaftsgiebel mit korbbogigem Dielentor und darüber gestuftem Ziergesims sowie regionaltypischen vertikalen Lüftungsöffnungen.                                                   | 28799428 | BW   |
| Hauptstraße 1 53° 10′ 53″ N, 11° 4′ 39″ O | Scheune                   | Längsdurchfahrtsscheune in Sichtbacksteinmauerwerk und Fachwerk mit Backsteinausfachung unter Halbwalmdach in Ziegeldeckung. Traufständig an Straße, annähernd parallel zum Hauptgebäude. Massive Giebel mit korbbogigem Toröffnungen und darüber gestuftem Ziergesims sowie regionaltypischen vertikalen Lüftungsöffnungen. | 28797048 | BW   |
| Hauptstraße 1 53° 10′ 52″ N, 11° 4′ 40″ O | Stall                     | Eingeschossiger langgestreckter Sichtbacksteinbau unter Satteldach in Ziegeldeckung an südlicher Grundstücksgrenze. Stallgebäude mit Futterküche am Westgiebel. | 28797066 | BW   |

### Gruppe: Hauptstraße 7
Die Gruppe hat die ID: 34327040. Hofanlage am südlichen Ortsrand, bestehend aus zurückgesetztem giebelständigem Wohnwirtschaftsgebäude und Stall an westlicher Grundstücksgrenze. Markanter alter Laubbaum an Hofzufahrt.

| Lage                                      | Bezeichnung               | Beschreibung | ID       | Bild |
| ----------------------------------------- | ------------------------- | --- | -------- | ---- |
| Hauptstraße 7 53° 10′ 47″ N, 11° 4′ 46″ O | Wohn-/ Wirtschaftsgebäude | Zweiständer-Fachhallenhaus mit Backsteinausfachung auf Feldsteinsockel und unter Halbwalmdach mit Reetdeckung. 1812. | 28799354 | BW   |
| Hauptstraße 7 53° 10′ 47″ N, 11° 4′ 45″ O | Stall                     | Eingeschossiger, langgestreckter Sichtbacksteinbau unter Satteldach in Ziegeldeckung an westlicher Grundstücksgrenze. Zwerchgaube mit Ladeluke in hofseitiger Dachfläche. Stallgebäude mit Remise am Nordende und Futterküche am Südende. Errichtet wohl Ende 19. Jh. | 28799410 | BW   |

### Baudenkmal (Einzeln)
| Lage                                      | Bezeichnung               | Beschreibung | ID       | Bild |
| ----------------------------------------- | ------------------------- | --- | -------- | ---- |
| Hauptstraße 2 53° 10′ 50″ N, 11° 4′ 41″ O | Wohnhaus                  | Eingeschossiger traufständiger Sichtbacksteinbau unter Satteldach mit Ziegeldeckung. Zweiachsiges Zwerchhaus unter Satteldach mittig in straßenseitiger Dachfläche. Stuckgliederungen in Form von Eckquaderungen und Fensterrahmungen. Portalartig gerahmte mittige zweiflügelige Haustür mit Oberlicht. Straßenseitige Einfriedung aus Eisenzaunelementen zwischen Backsteinpfeilern. Errichtet wohl Anfang 20. Jh. | 28799316 | BW   |
| Hauptstraße 15 53° 10′ 53″ N, 11° 5′ 4″ O | Wohn-/ Wirtschaftsgebäude | Freistehendes Zweiständer-Fachhallenhaus mit Backsteinausfachung auf Feldsteinsockel und unter Halbwalmdach mit Reetdeckung. Errichtet 1815 (i). | 28799335 | BW   |

## Pommau

### Archäologische Denkmale
| Lage                                      | Bezeichnung | Beschreibung | ID       | Bild |
| ----------------------------------------- | ----------- | ------------ | -------- | ---- |
| 53° 12′ 40″ N, 10° 57′ 26″ O              | Deich       |              | 28932969 | BW   |
| Elbstraße 19 53° 12′ 42″ N, 10° 57′ 19″ O | Wurt        |              | 28933358 | BW   |

### Gruppe: Elbstraße 19
Die Gruppe hat die ID: 34327023. Hofanlage im ehemaligen Marschhufendorf Pommau, mit  Wohn-/ Wirtschaftsgebäude, Scheune und Stall in typischer Anordnung und Ausrichtung mit Wohnteil zum Deich und Wirtschaftsteil sowie Scheune zur Feldseite.

| Lage                                      | Bezeichnung               | Beschreibung | ID       | Bild |
| ----------------------------------------- | ------------------------- | --- | -------- | ---- |
| Elbstraße 19 53° 12′ 44″ N, 10° 57′ 19″ O | Wohn-/ Wirtschaftsgebäude | Zweiständer-Fachhallenhaus mit Backsteinausfachung unter Halbwalmdach. Giebelständig zum Deich. Errichtet 1824. Wohnteil im EG massiv ersetzt.                              | 28799260 | BW   |
| Elbstraße 19 53° 12′ 45″ N, 10° 57′ 21″ O | Scheune                   | Längsdurchfahrtscheune teils in Fachwerk, teils in Sichtbacksteinmauerwerk unter Halbwalmdach in Ziegeldeckung. Hofseitige Remise, alle Tore mit Korbbögen. Errichtet 1885. | 28799280 | BW   |
| Elbstraße 19 53° 12′ 44″ N, 10° 57′ 20″ O | Stall                     | Kleiner eingeschossiger Sichtbacksteinbau unter Satteldach in Ziegeldeckung, versetzt giebelständig zum Deich. Stall mit Futterküche im Südteil. Errichtet wohl Ende 19. Jh | 28799298 | BW   |

## Popelau

### Archäologische Denkmale
| Lage                         | Bezeichnung | Beschreibung | ID       | Bild |
| ---------------------------- | ----------- | ------------ | -------- | ---- |
| 53° 14′ 50″ N, 10° 52′ 39″ O | Wurt        |              | 28933350 | BW   |
| 53° 14′ 52″ N, 10° 52′ 42″ O | Wurt        |              | 28933478 | BW   |
| 53° 14′ 49″ N, 10° 52′ 46″ O | Wurt        |              | 28933480 | BW   |
| 53° 14′ 49″ N, 10° 52′ 50″ O | Wurt        |              | 28933482 | BW   |
| 53° 14′ 48″ N, 10° 52′ 53″ O | Wurt        |              | 28933484 | BW   |
| 53° 14′ 51″ N, 10° 52′ 55″ O | Deich       |              | 28933470 | BW   |

### Baudenkmal (Einzeln)
| Lage                                      | Bezeichnung               | Beschreibung | ID       | Bild |
| ----------------------------------------- | ------------------------- | --- | -------- | ---- |
| Elbdeich 53° 14′ 42″ N, 10° 52′ 46″ O     | Wachturm                  | Quadratischer Turm aus Betonfertigteilen, Beobachtungsraum im Obergeschoss, darüber begehbare Plattform. Typ BT-9 (2x2). Nach 1970. | 28797972 |      |
| Dorfstraße 53° 14′ 42″ N, 10° 53′ 5″ O    | St.-Lukas-Kapelle         | Die Kapelle befindet sich südlich des Ortes auf dem Deich. Es hat ein Vorgängerbau gegeben, der aber schon länger nicht mehr stand. Die heutige Kapelle wurde von 1953 bis 1957 von Anwohner erbaut worden. Es ist somit eins der wenigen Götteshäuser, die in der DDR erbaut wurden. Es ist ein einfacher Ziegelbau mit einem Satteldach. | 28799446 |      |
| Elbstraße 17 53° 14′ 50″ N, 10° 53′ 1″ O  | Wohn-/ Wirtschaftsgebäude | Giebelständiges Zweiständer-Fachhallenhaus mit Backsteinausfachung unter Halbwalmdach mit Reetdeckung. Errichtet wohl in zweiter Hälfte 17. Jh. | 28798238 | BW   |
| Elbstraße 21 53° 14′ 52″ N, 10° 52′ 57″ O | Wohn-/ Wirtschaftsgebäude | Zweiständer-Fachhallenhaus mit Backsteinausfachung unter Halbwalmdach mit Hohlpfannendeckung. Wohnteil außen massiv ersetzt, Innengerüst erhalten. Inschrift am Hauptbalken des Wirtschaftsgiebels sowie am Dielentorsturz, mit Datierung 1794. | 35850151 | BW   |
| Elbstraße 27 53° 14′ 55″ N, 10° 52′ 55″ O | Scheune                   | Längsscheune in Fachwerk mit Lehmstakung und Backsteinausfachung unter reetgedecktem Walmdach. Hofseitig einseitige, wohl nachträgliche Giebelkübbung. Fachwerkgefüge teilweise massiv ersetzt. Errichtet laut Inschrift 1777. | 28796440 | BW   |
| Elbstraße 29 53° 14′ 56″ N, 10° 52′ 52″ O | Wohn-/ Wirtschaftsgebäude | Massiver Sichtbacksteinbau, giebelständig zur Feldmark ausgerichteter Wirtschaftsteil nach Art Vierständerhaus unter ziegelgedecktem Walmdach und hammerkopfartig quer angebauten Wohnteil mit traufständiger Ausrichtung zum Deich. Wirtschaftsgiebel mit korbbogiger Toröffnung und regionaltypischen vertikalen Lüftungsöffnungen. Wohnteil anderthalbgeschossig mit massivem, bauzeitlich ausgebautem Drempelgeschoss unter Krüppelwalmdach. Mittelrisalit mit Zwerchgiebel unter Krüppelwalmdach an der Deichseite. Giebel mit Freigespärren. Backsteingliederungen, im oberen Teil mit kontrastierend verputzten Rücklagen. Giebelseitige Erschließung des Wohnteils. | 28796440 | BW   |

## Preten

### Archäologische Denkmale
| Lage                         | Bezeichnung | Beschreibung | ID       | Bild |
| ---------------------------- | ----------- | ------------ | -------- | ---- |
| 53° 19′ 24″ N, 10° 54′ 38″ O | Deich       |              | 28933597 | BW   |

### Gruppe: Gut Preten
Die Gruppe hat die ID: 34327226. Erhaltene Teile der ehemals räumlich ausgedehnteren Gutsanlage Preten, heute noch mit Gutshaus sowie südöstlich davon gelegenen Pferdestall mit Remise und Kutscherwohnung.

| Lage                                       | Bezeichnung | Beschreibung | ID       | Bild |
| ------------------------------------------ | ----------- | --- | -------- | ---- |
| Dorfstraße 35 53° 19′ 26″ N, 10° 54′ 20″ O | Gutshaus    | Zweigeschossiger Sichtbacksteinbau mit eingefärbten Fugen unter Verwendung von Glasur- und Formsteinen unter Walmdach ursprünglich in roter Doppelmuldenfalzziegeldeckung. Reiche Zierformen, bauzeitliche Fenster, Türen und Reste von Fassungen. Architekt: Edwin Oppler, Hannover. Um 1863. | 28799221 | BW   |
| Dorfstraße 34 53° 19′ 24″ N, 10° 54′ 26″ O | Stall       | Repräsentatives Stall- und Remisengebäude auf T-förmigem Grundriss unter zwei rechtwinklig zueinander ausgerichteten Satteldächern. Traufständiger Teil an Straße in Sichtbackstein mit Fachwerkdrempel sowie außermittigem Zwerchhaus mit Ladeluke. Drei große Quereinfahrten. Auf Rückseite rechtwinklig angebauter Stallteil in Sichtbackstein mit Fachwerk-OG mit Backsteinausfachung und flacher geneigtem Dach. Im OG über dem Stall ursprünglich Kutscherwohnung. Errichtet Ende 19. Jh. | 28799661 | BW   |

### Baudenkmal (Einzeln)
| Lage                         | Bezeichnung | Beschreibung | ID       | Bild |
| ---------------------------- | ----------- | --- | -------- | ---- |
| 53° 19′ 28″ N, 10° 54′ 49″ O | Brücke      | Eisenbahnbrücke über die Sude im Verlauf der Strecke Neuhaus-Boizenburg. Trogbrücke in genieteter Stahlfachwerkkonstruktion, drei Brückenöffnungen. 1911. Bahnstrecke Neuhaus/Elbe - Brahlstorf 1912 eröffnet. 1972 stillgelegt. | 28799241 | BW   |

## Privelack

### Archäologische Denkmale
| Lage                         | Bezeichnung | Beschreibung | ID       | Bild |
| ---------------------------- | ----------- | ------------ | -------- | ---- |
| 53° 12′ 2″ N, 10° 58′ 48″ O  | Deich       |              | 28933116 | BW   |
| 53° 12′ 10″ N, 10° 59′ 18″ O | Wurt        |              | 28933354 | BW   |

## Raffatz

### Archäologische Denkmale
| Lage                       | Bezeichnung | Beschreibung | ID       | Bild |
| -------------------------- | ----------- | ------------ | -------- | ---- |
| 53° 9′ 10″ N, 11° 6′ 33″ O | Deich       |              | 28933221 | BW   |

### Baudenkmal (Einzeln)
| Lage                                    | Bezeichnung               | Beschreibung | ID       | Bild |
| --------------------------------------- | ------------------------- | --- | -------- | ---- |
| Elbstraße 14 53° 9′ 14″ N, 11° 6′ 26″ O | Wohn-/ Wirtschaftsgebäude | Zweiständer-Fachhallenhaus mit Backsteinausfachung unter Halbwalmdach mit Ziegeldeckung. Deichparallele Stellung, giebelständig an schräg abzweigendem Feldweg. Errichtet 1803. | 28799202 | BW   |

## Rassau

### Archäologische Denkmale
| Lage                        | Bezeichnung | Beschreibung | ID       | Bild |
| --------------------------- | ----------- | ------------ | -------- | ---- |
| 53° 11′ 15″ N, 11° 0′ 51″ O | Wurt        |              | 28933241 | BW   |
| 53° 11′ 8″ N, 11° 0′ 45″ O  | Wurt        |              | 28933239 | BW   |
| 53° 11′ 14″ N, 11° 0′ 46″ O | Wurt        |              | 28933235 | BW   |
| 53° 11′ 26″ N, 11° 0′ 18″ O | Wurt        |              | 28933237 | BW   |

### Baudenkmal (Einzeln)
| Lage                                    | Bezeichnung               | Beschreibung | ID       | Bild |
| --------------------------------------- | ------------------------- | --- | -------- | ---- |
| Elbstraße 7 53° 11′ 15″ N, 11° 0′ 51″ O | Wohn-/ Wirtschaftsgebäude | Auf Wurt gelegenes Zweiständer-Fachhallenhaus mit Backsteinausfachung unter Halbwalmdach in Zementrautendeckung. Deichparallele Stellung, giebelständig an Feldweg. Errichtet 1798. | 28799183 | BW   |

## Stapel

### Gruppe: Forstgehöft Grüner Jäger
Die Gruppe hat die ID: 34327176.

| Lage                                      | Bezeichnung | Beschreibung | ID       | Bild |
| ----------------------------------------- | ----------- | --- | -------- | ---- |
| Grüner Jäger 53° 15′ 46″ N, 10° 59′ 57″ O | Wohnhaus    | Freistehender eingeschossiger Fachwerkbau mit Backsteinausfachung unter Halbwalmdach in Ziegelpfannendeckung. Um 1850.                                                                                 | 28797548 | BW   |
| Grüner Jäger 53° 15′ 45″ N, 10° 59′ 58″ O | Scheune     | Längsscheune in Backsteinfachwerk unter Halbwalmdach. Konstruktionsart eines Zweiständer-Fachhallenhauses. Zur Scheune umgebautes ehemaliges Forsthaus. Errichtet laut inschriftlicher Datierung 1703. | 28797565 | BW   |

### Baudenkmal (Einzeln)
| Lage                                            | Bezeichnung               | Beschreibung | ID       | Bild |
| ----------------------------------------------- | ------------------------- | --- | -------- | ---- |
| Hauptstraße 7 53° 15′ 29″ N, 10° 57′ 28″ O      | Wohnhaus                  | Zweigeschossiger traufständiger Sichtbacksteinbau auf hohem Putzsockel, mit Putzgliederungen und Fachwerkdrempel und unter schiefergedecktem Krüppelwalmdach. Straßenseitig mittiger Risalit mit Zwerchgiebel unter Krüppelwalmdach. Im Risalit mittiger, architektonisch gerahmter Hauseingang mit darüberliegendem Balkon. Fenster- und Türrahmungen aus farbig kontrastierendem Stuck. Drempelgeschoss mit Zierfachwerk und Freigespärren an den Giebeln. Kleine Krüppelwalmgauben. Errichtet wohl um 1900.                                         | 28799164 | BW   |
| Hauptstraße 29 53° 15′ 8″ N, 10° 57′ 35″ O      | Pfarrhaus                 | Wohn-/ Wirtschaftsgebäude mit zweigeschossigem Wohnteil in Fachwerk mit Backsteinausfachung unter ziegelgedecktem Satteldach mit einseitigen Halbwalm über dem Ostgiebel sowie eingeschossigem Wirtschaftsteil in Vierständerbauweise unter ziegelgedecktem Halbwalmdach. Wirtschaftsgiebel mit Backsteinausfachung, Traufseiten des Wirtschaftsteils massiv ersetzt. Wohnteil anstelle eines nur etwa 30 Jahre alten Vorgängerbaus 1733 neu errichtet. Wirtschaftsteil 1773 erneuert.                                                                 | 28799725 | BW   |
| Hauptstraße 38 53° 15′ 16″ N, 10° 57′ 26″ O     | Wohnhaus                  | Zweiständer-Fachwerkhaus unter Halbwalmdach in Reetdeckung. Weit von der Straße zurückgesetzt, giebelständig. Errichtet wohl um 1700. | 28796568 | BW   |
| Hauptstraße 53° 15′ 10″ N, 10° 57′ 35″ O        | Kirche                    | Langgestreckter Saalbau in Sichtbacksteinmauerwerk mit polygonalem Ostabschluss unter ziegelgedecktem Satteldach, über Chorbau polygonal gewalmt. Gedrungener quadratischer Westturm unter Pyramidendach. Innenraum mit flacher Balkendecke, auch über Chorbau. Ungewöhnlicher Standort des Kanzelaltars in Mitte der Südwand. Zwei U-förmig umlaufende Emporen auf hölzernen Säulen im Osten und Westen. Errichtet wohl im 13. Jh. Prägende Sanierungsphase und Innenausstattung Mitte 19. Jh. Turmuhr der Firma F. J. Weule, Bockenem, datiert 1873. | 28799127 |      |
| Hauptstraße 53° 15′ 10″ N, 10° 57′ 35″ O        | Gefallenendenkmal         | | 28799146 | BW   |
| Lindenstraße 2 53° 15′ 9″ N, 10° 57′ 38″ O      | Pfarrwitwenhaus           | Eingeschossiges Querdielenhaus in Fachwerk mit Backsteinausfachung unter Walmdach mit Halb- und Vollwalm. Erbaut 1782, Erweiterung des Stallteils im Osten 1787. | 28799070 | BW   |
| Lindenstraße 6 53° 15′ 12″ N, 10° 57′ 40″ O     | Ehem. Schule              | Eingeschossiges giebelständiges Querdielenhaus in Fachwerk mit Backsteinausfachung unter Halbwalmdach. Teilunterkellerter Wohnteil mittig, Schulraum im Süden, Wirtschaftsteil im Norden. Errichtet ab 1868. | 28799089 | BW   |
| Vockfeyer Straße 4 53° 15′ 10″ N, 10° 57′ 25″ O | Wohn-/ Wirtschaftsgebäude | Zweiständer-Fachhallenhaus mit Backsteinausfachung unter Halbwalmdach mit Ziegeldeckung. In Ecklage, giebelständig zur Straße Drift, traufständig zur Vockfeyer Straße. Inschrift mit Datierung „1843“ am Dielentorsturz. | 28799108 | BW   |

## Stiepelse

### Gruppe: Elbstraße 17
Die Gruppe hat die ID: 34327006. Hofanlage bestehend aus Wohnwirtschaftsgebäude und Scheune auf dem hinteren, nachträglich abgetrennten Teil einer Marschhufenparzelle.

| Lage                                      | Bezeichnung               | Beschreibung | ID       | Bild |
| ----------------------------------------- | ------------------------- | --- | -------- | ---- |
| Elbstraße 17 53° 17′ 11″ N, 10° 48′ 22″ O | Wohn-/ Wirtschaftsgebäude | Eingeschossiger Sichtbacksteinbau unter ziegelgedecktem Halbwalmdach nach Art eines Vierständer-Fachhallenhauses. Wirtschaftsgiebel zur Feldmark ausgerichtet, mit korbbogigem Dielentor und darüber gestuftem Ziergesims sowie regionaltypischen vertikalen Lüftungsöffnungen. Errichtet wohl in zweiter Hälfte 19. Jh. Inschrifttafel mit Rune über Dielentor, Kennzeichnung als „Reichserbhof“ aus der Zeit des Nationalsozialismus. | 28799034 | BW   |
| Elbstraße 17 53° 17′ 11″ N, 10° 48′ 24″ O | Scheune                   | Längsdurchfahrtsscheune in Vierständer-Fachwerkbauweise mit Backsteinausfachung unter Halbwalmdach mit Ziegeldeckung. Errichtet wohl in zweiter Hälfte 19. Jh. | 28799052 | BW   |

### Einzelbaudenkmale
| Lage                                  | Bezeichnung   | Beschreibung | ID       | Bild |
| ------------------------------------- | ------------- | --- | -------- | ---- |
| Elbstraße 53° 17′ 19″ N, 10° 48′ 6″ O | Marienkapelle | Die Kapelle wurde von 1851 bis 1855 erbaut. Da keine Pläne existieren, kann die Urheberschaft nicht mehr ermittelt werden. Der Vorgängerbau ist baufällig geworden, Reparaturen wurden aber nicht durchgeführt. Am 22. April 1810 brannte die Kapelle und 19 weitere Häuser ab. Erst Mitte des 19. Jahrhunderts war ausreichend Geld vorhanden, um an einen Neubau zu denken. | 28799015 |      |
| Elbstraße 53° 17′ 18″ N, 10° 48′ 6″ O | Friedhof      | Friedhof auf annähernd rechteckigem Grundriss. Ecklage, Straßenseitige Einfriedung im Südosten und Südwesten durch Backsteinmauer | 51450924 | BW   |

## Stixe

### Gruppe Am See 3
Die Gruppe hat die ID: 34326990. Hofanlage im Süden des Ortes auf schmalen Grundstück zwischen Ortskern und See, mit  Wohn-/ Wirtschaftsgebäude, Stall und Backhaus in enger Stellung zueinander.

| Lage                                | Bezeichnung               | Beschreibung | ID       | Bild |
| ----------------------------------- | ------------------------- | --- | -------- | ---- |
| Am See 3 53° 12′ 24″ N, 11° 1′ 2″ O | Wohn-/ Wirtschaftsgebäude | Freistehendes Zweiständer-Fachhallenhaus mit Backsteinausfachung unter Halbwalmdach. Giebelständig, Wirtschaftsgiebel zur Straße ausgerichtet. Rechtwinkliger Anbau unter Walmdach an südwestlicher Traufseite. Errichtet 1816. Wohngiebel um 1900 in Sichtbackstein massiv erneuert. | 28798947 | BW   |
| Am See 3 53° 12′ 23″ N, 11° 1′ 2″ O | Backhaus                  | Kleiner Fachwerkbau südlich des Haupthauses mit Backsteinausfachung unter ziegelgedecktem Satteldach. Nachträglich eingesetztes Fenster. | 28798999 | BW   |
| Am See 3 53° 12′ 24″ N, 11° 1′ 0″ O | Stall                     | Eingeschossiger Sichtbacksteinbau unter hohem Satteldach mit Ziegeldeckung. Versetzt parallel vor dem Wirtschaftsgiebel des Haupthauses, mit diesem durch eine Backsteinmauer mit Türdurchgang verbunden. Zwerchgiebel mit Ladeluke mittig in hofseitiger Dachfläche.                 | 28798967 | BW   |

### Baudenkmal (Einzeln)
| Lage                                     | Bezeichnung | Beschreibung | ID       | Bild |
| ---------------------------------------- | ----------- | --- | -------- | ---- |
| Hauptstraße 2 53° 12′ 28″ N, 11° 1′ 8″ O | Wohnhaus    | Eingeschossiger freistehender Fachwerkbau mit Backsteinausfachung auf Feldsteinsockel und unter ziegelgedecktem Halbwalmdach. Errichtet wohl erste Hälfte 19. Jh. | 28798928 | BW   |

## Strachau

### Baudenkmal (Einzeln)
| Lage                                   | Bezeichnung               | Beschreibung | ID       | Bild |
| -------------------------------------- | ------------------------- | --- | -------- | ---- |
| Elbstraße 2 53° 8′ 45″ N, 11° 6′ 11″ O | Wohn-/ Wirtschaftsgebäude | Zweiständer-Fachhallenhaus mit Backsteinausfachung unter ziegelgedecktem Halbwalmdach. Zweiachsiges Zwerchhaus über dem Fletteingang an nordwestlicher Traufseite. Errichtet wohl Mitte 19. Jh.                                                        | 28798909 | BW   |
| Elbstraße 6 53° 8′ 46″ N, 11° 6′ 5″ O  | Wohn-/ Wirtschaftsgebäude | Vierständer-Fachhallenhaus unter Halbwalmdach in Ziegelpfannendeckung, Wohnteil massiv. Tore des Wirtschaftsgiebels verändert. Gebäude verputzt mit reichen Fensterrahmungen, Giebeltrapez des Wirtschaftsgiebels in Fachwerk. Errichtet Mitte 19. Jh. | 28799695 | BW   |
| Elbstraße 7 53° 8′ 47″ N, 11° 6′ 3″ O  | Wohn-/ Wirtschaftsgebäude | Vierständer-Fachhallenhaus mit Backsteinausfachung unter Halbwalmdach in Ziegel- und Schieferdeckung. Errichtet 1805. Wohnteil wohl um 1900 massiv erneuert. Giebel mit Geschoss- und Ortganggesimsen in Backstein-Ziersetzung.                        | 28798890 | BW   |

## Sückau

### Baudenkmal (Einzeln)
| Lage                                       | Bezeichnung               | Beschreibung | ID       | Bild |
| ------------------------------------------ | ------------------------- | --- | -------- | ---- |
| Dorfstraße 34 53° 19′ 11″ N, 10° 57′ 11″ O | Wohn-/ Wirtschaftsgebäude | Zweiständer-Fachhallenhaus mit Backsteinausfachung unter Halbwalmdach. Errichtet 1743. Wohnteil um 1900 massiv ersetzt. | 28798852 | BW   |
| Dorfstraße 53° 19′ 8″ N, 10° 57′ 19″ O     | Kirche                    | Dreijochiger Saalbau in Sichtbackstein unter ziegelgedecktem Satteldach mit eingezogener polygonaler Apsis und quadratischem Westturm mit spitzem Helm. Gestufte Strebepfeiler mit Kreuzblenden. Innenraum mit Flachdecke, Apsis mit Gratgewölbe. Errichtet 1864. | 28798871 |      |

## Sumte

### Baudenkmal (Einzeln)
| Lage                                               | Bezeichnung               | Beschreibung | ID       | Bild |
| -------------------------------------------------- | ------------------------- | --- | -------- | ---- |
| Sumter Hauptstraße 26 53° 17′ 19″ N, 10° 52′ 30″ O | Wohn-/ Wirtschaftsgebäude | Zweiständer-Fachhallenhaus mit Backsteinausfachung unter Halbwalmdach mit Ziegeldeckung. Giebelständig, zurückgesetzt gelegen. Inschriftliche Datierung „Anno 1810“ an ausgetauschtem Dielentorsturz. | 28798794 | BW   |
| Sumter Straße 28 53° 17′ 35″ N, 10° 52′ 6″ O       | Wohn-/ Wirtschaftsgebäude | Querdielenhaus in Fachwerk mit Backsteinausfachung, giebelständig zur Straße, weit zurückgesetzt auf Einzelhofanlage. Halbwalmdach in Reetdeckung. Errichtet in zweiter Hälfte 19. Jh.                | 28796806 | BW   |

## Tripkau

### Kirche mit Friedhof
Dir Gruppe hat die ID: 34327159.

| Lage                                   | Bezeichnung       | Beschreibung | ID       | Bild           |
| -------------------------------------- | ----------------- | --- | -------- | -------------- |
| 53° 11′ 2″ N, 11° 6′ 37″ O             | St.-Marien-Kirche | Die Kirche wurde 1757 nach Plänen von O. H. von Bonn erbaut. 1864 wurden der heutige Kirchturm, der Chorraum und die Sakristei hinzugefügt. Bekannt ist die Kirche für ihren modern gestalteten Innenraum, der von einer Vielzahl an goldenen und weißen Kreuzen durchzogen ist. | 28797528 | Weitere Bilder |
| Hauptstraße 53° 11′ 1″ N, 11° 6′ 36″ O | Friedhof          | | 28797512 | BW             |
| Hauptstraße 53° 11′ 1″ N, 11° 6′ 39″ O | Grabstellen       | | 28797493 | BW             |

### Baudenkmal (Einzeln)
| Lage                                       | Bezeichnung               | Beschreibung | ID       | Bild |
| ------------------------------------------ | ------------------------- | --- | -------- | ---- |
| Hauptstraße 6 53° 10′ 57″ N, 11° 6′ 16″ O  | Wohn-/ Wirtschaftsgebäude | Das Kaufmannshaus mit Poststation in Tripkau wurde nach bisherigen Erkenntnissen in der ersten Hälfte des 19. Jahrhunderts errichtet. Es handelt sich um ein in seiner Originalsubstanz zum Großteil erhaltenes Querdielenhaus mit straßenseitigen Wohnräumen, rückseitigen Stallungen und Lagerräumen. In der Küche ist der alte Rauchabzug erhalten. | 47194758 |      |
| Hauptstraße 20 53° 10′ 58″ N, 11° 6′ 31″ O | Längsscheune              | Längsdurchfahrtscheune in Fachwerk mit Backsteinausfachung und Lehmstakung nach Art eines Zweiständerhauses unter ziegelgedecktem Teilwalmdach. An Straßenecke, traufständig zur Hauptstraße. Wohl Mitte 19. Jh. errichtet. | 28797474 | BW   |
| Bauernende 3 53° 10′ 54″ N, 11° 6′ 8″ O    | Wohn-/ Wirtschaftsgebäude | Giebelständiges Zweiständer-Fachhallenhaus mit Backsteinausfachung unter ziegelgedecktem Halbwalmdach. 1865. | 28797455 | BW   |

## Vockfey

### Archäologische Denkmale
| Lage                                   | Bezeichnung | Beschreibung | ID       | Bild |
| -------------------------------------- | ----------- | ------------ | -------- | ---- |
| 53° 13′ 7″ N, 10° 56′ 46″ O            | Deich       |              | 28933104 | BW   |
| 53° 13′ 21″ N, 10° 56′ 1″ O            | Deich       |              | 28933225 | BW   |
| Elbstraße 53° 13′ 10″ N, 10° 56′ 44″ O | Wurt        |              | 28933360 | BW   |
| Elbstraße 53° 13′ 12″ N, 10° 56′ 40″ O | Wurt        |              | 28933362 | BW   |
| Elbstraße 53° 13′ 14″ N, 10° 56′ 37″ O | Wurt        |              | 28933364 | BW   |

### Baudenkmal (Einzeln)
| Lage                                     | Bezeichnung               | Beschreibung | ID       | Bild |
| ---------------------------------------- | ------------------------- | --- | -------- | ---- |
| Uferstraße 6 53° 13′ 24″ N, 10° 56′ 4″ O | Wohn-/ Wirtschaftsgebäude | Zweiständer-Fachwerkhallenhaus mit Backsteinausfachung unter reetgedecktem Halbwalmdach. Traufständig zur Straße und giebelständig zum Deich. Kammerfachgiebel auf Deichseite um 1900 massiv in Sichtbackstein erneuert. Diele ursprünglich erhalten. Inschriftliche Datierung „ANNO 1797“ am Dielentorsturz. | 28796585 | BW   |
| Uferstraße 6 53° 13′ 24″ N, 10° 56′ 6″ O | Baumbestand               | Frei- und Grünfläche der ehemaligen Hofanlage mit markanter Hofeiche am Wirtschaftsgiebel des Haupthauses sowie Obstgarten am Wohngiebel. | 28799781 | BW   |
| Elbstraße 5 53° 13′ 26″ N, 10° 56′ 14″ O | Wohn-/ Wirtschaftsgebäude | Zweiständer-Fachhallenhaus mit Backsteinausfachung unter ziegelgedecktem Halbwalmdach. Inschrift am Hauptbalken des Wirtschaftsgiebels sowie am Dielentorsturz, mit inschriftlicher Datierung 1779. Wohnteil um 1900 in Sichtbackstein massiv erneuert.                                                       | 28797398 | BW   |

## Wehningen

### Archäologische Denkmale
| Lage                         | Bezeichnung | Beschreibung | ID       | Bild           |
| ---------------------------- | ----------- | --- | -------- | -------------- |
| 53° 10′ 3″ N, 11° 9′ 59″ O   | Burg        | Zu dieser Gruppe von Baudenkmalen gehören ein Wohnhaus, zwei Scheunen und ein Torbogen. Der Torbogen liegt etwas 140 Meter südlich des Wohnhauses. Ein Wasserschloss stand hier von etwa 1600 bis 1840 auf einer Wurt. | 28933734 | Weitere Bilder |
| 53° 10′ 16″ N, 11° 9′ 48″ O  | Deich       | | 28933736 | BW             |
| 53° 10′ 13″ N, 11° 10′ 33″ O | Landwehr    | Die Landwehr bildet gleichzeitig die östliche Gemeindegrenze. | 28933599 | BW             |

### Gruppe:Schloss Wehningen
Die Gruppe hat die ID: 34327124. Künstlich geschaffene Wurt mit Plateau von etwa 110 x 120 m Größe, umgeben von Ringgraben, am Rande einer alten Elbschleife an Mündung der Löcknitz in die Elbe. Darauf wenige Reste des 1979 abgebrochenen Schlosses Wehningen in Form von Fundamenten sowie Torbogen. Nordöstlich vorgelagert drei zum früheren Gutshof gehörende Gebäude außerhalb des Grabens: ein Verwalterwohnhaus sowie zwei Scheunen.

| Lage                                        | Bezeichnung  | Beschreibung | ID       | Bild |
| ------------------------------------------- | ------------ | --- | -------- | ---- |
| Hauptstraße 28 53° 10′ 7″ N, 11° 10′ 1″ O   | Wohnhaus     | Eingeschossiger Fachwerkbau mit Backsteinausfachungen auf T-förmigem Grundriss unter Krüppelwalm- bzw. Satteldach. Fassade mit symmetrischer Disposition und mittigem dreiachsigem Zwerchhaus mit Uhr. Errichtet als Verwalterwohnhaus des Gutshofes wohl in erster Hälfte 19. Jh., südwestliche Erweiterung um 1870. | 28797380 | BW   |
| Hauptstraße 28 a 53° 10′ 7″ N, 11° 10′ 3″ O | Stallscheune | Zweigeschossiger Fachwerkbau mit verputzten Backsteinausfachungen unter Halbwalmdach in Faserzementrautendeckung. Mittige Bergetüren in allen Stockwerken im Nordwestgiebel. Wohl in erster Hälfte 19. Jh. errichtet. EG teilweise massiv ersetzt.                                                                    | 28797324 | BW   |
| Hauptstraße 29 53° 10′ 7″ N, 11° 10′ 3″ O   | Scheune      | Querdurchfahrtscheune in Fachwerk teilweise mit Backsteinausfachungen teilweise mit Lehmstakung unter Walmdach. Errichtet wohl in erster Hälfte des 18. Jh. | 28797342 | BW   |
| Schloßplatz 53° 10′ 1″ N, 11° 9′ 57″ O      | Torbogen     | Korbbogen mit Mauerwerksresten aus behauenem Hartgestein, Schlussstein aus Sandstein. Wohl 19. Jh. | 28797360 |      |

### Baudenkmal (Einzeln)
| Lage                                                    | Bezeichnung         | Beschreibung | ID       | Bild           |
| ------------------------------------------------------- | ------------------- | --- | -------- | -------------- |
| Hauptstraße 53° 10′ 18″ N, 11° 10′ 5″ O                 | Kirche zu Wehningen | Massiver schmuckloser Putzbau unter Satteldach, errichtet 1838. Nachträglich 1912 angefügte eingezogene Chorapsis mit geradem Abschluss. Ebenfalls 1912 ergänzter quadratischer Turm in Sichtbackstein unter ziegelgedecktem Pyramidendach. Bemerkenswert ist der Altaraufsatz mit Alabasterreliefs und Schnitzereien aus dem 16. Jh. | 28797267 | Weitere Bilder |
| Hermann-Löns-Straße 5 / 5a 53° 10′ 19″ N, 11° 10′ 17″ O | Doppelwohnhaus      | Eingeschossiges Fachwerkhaus mit Halbwalmdach. Beide Eingänge in der Mitte. Erbaut Ende 18. Jh. als Landarbeiterhaus. | 41490406 | BW             |
| Mittelweg 8 / 8a 53° 10′ 20″ N, 11° 10′ 8″ O            | Doppelwohnhaus      | Doppelhaus als eingeschossiger traufständiger Fachwerkbau mit Backsteinausfachung auf Backsteinsockel und unter Halbwalmdach. Rückseitige Erschließung. Je eine Ladeluke zum DG an Giebelseiten. | 41490417 | BW             |

## Wilkensdorf

### Gruppe: Elbstraße 6
Die Gruppe hat die ID: 34327090. Hofanlage direkt am Elbdeich, mit massiven Wohnhaus sowie jeweils an nördlicher und südlicher Grundstücksgrenze rechtwinklig dazu angeordnetem Scheunen- und Stallgebäude. Straßenseitige Einfriedung mit Eisengitterzaun.

| Lage                                   | Bezeichnung | Beschreibung | ID       | Bild |
| -------------------------------------- | ----------- | --- | -------- | ---- |
| Elbstraße 6 53° 9′ 31″ N, 11° 6′ 43″ O | Wohnhaus    | Eingeschossiger traufständiger Sichtbacksteinbau unter flach geneigtem Satteldach in Schieferdeckung mit hohem massiven Drempel und bauzeitlich ausgebautem DG. Zweiachsiges Zwerchhaus unter Satteldach in deichseitiger Dachfläche, übergiebelter Mittelrisalit in gleicher Breite auf Straßenseite. Stuckgliederungen in Form von Geschossgesimsen und Fenster- sowie Türrahmungen. Errichtet wohl Ende 19. Jh. | 28797161 | BW   |
| Elbstraße 6 53° 9′ 32″ N, 11° 6′ 42″ O | Stall       | Langgestreckter eingeschossiger Sichtbacksteinbau an der nördlichen Grundstücksgrenze, unter Satteldach mit Pfannendeckung. Stallgebäude mit Futterküche im Ostteil und Wagenremise im Westteil. Errichtet wohl Ende 19. Jh. | 28797197 | BW   |
| Elbstraße 6 53° 9′ 31″ N, 11° 6′ 42″ O | Scheune     | Fachwerkbau mit Backsteinausfachung auf hohem Backsteinsockel, Satteldach in Schieferdeckung mit Ziersetzung am First. Mittige Quereinfahrt an nördlicher Traufseite. Errichtet wohl Ende 19. Jhs. | 28797179 | BW   |

### Gruppe: Elbstraße 7
Die Gruppe hat die ID: 34327107. Typische Hofanlage einer Marschhufensiedlung auf schmalem, annähernd rechteckigen Grundstück senkrecht zum Deich, bebaut Ende des 19., Anfang des 20. Jh. mit Wohn-/Wirtschaftsgebäude, Stall und giebelständigen Durchfahrtsscheune mit Remisen-Anbau.

| Lage                                   | Bezeichnung               | Beschreibung | ID       | Bild |
| -------------------------------------- | ------------------------- | --- | -------- | ---- |
| Elbstraße 7 53° 9′ 30″ N, 11° 6′ 43″ O | Wohn-/ Wirtschaftsgebäude | Eingeschossiger Sichtbacksteinbau nach Art eines Zweiständer-Fachhallenhauses unter ziegelgedecktem Halbwalmdach. Wirtschaftsgiebel mit korbbogigem Dielentor und darüber getrepptem Zahnfries sowie regionaltypischen senkrechten Lüftungsöffnungen. Giebelständig mit Wohnteil zum Deich ausgerichtet. Errichtet wohl Ende 19. Jh. | 28797215 | BW   |
| Elbstraße 7 53° 9′ 30″ N, 11° 6′ 42″ O | Stall                     | Langgestreckter eingeschossiger Sichtbacksteinbau unter ziegelgedecktem Satteldach. Zwerchgaube mit Ladeluke unter Satteldach in hofseitiger Dachfläche. Errichtet wohl Anfang des 20. Jh. | 28797233 | BW   |
| Elbstraße 7 53° 9′ 30″ N, 11° 6′ 40″ O | Remise                    | Giebelständiger Sichtbacksteinbau mit außermittiger Längsdurchfahrt unter Halbwalmdach. Außenwände mit Lisenengliederung. An der Ostseite Remisen-Anbau als schlichter Fachwerkbau mit Backsteinausfachung und massiver südlicher Traufseite unter Satteldach mit hofseitigem Dachüberstand und offener Einfahrt.                    | 28797251 | BW   |

## Zeetze

### Gruppe: Revierförsterei Falkenhof
Die Gruppe hat die ID: 34327073. Förstereigehöft mit Wohnhaus, Stallscheune in Fachwerkbauweise, in gereihter traufständiger Stellung an Waldweg.

| Lage                                                   | Bezeichnung | Beschreibung | ID       | Bild |
| ------------------------------------------------------ | ----------- | --- | -------- | ---- |
| Falkenhof/Heidkrüger Weg 73 53° 14′ 5″ N, 11° 1′ 29″ O | Wohnhaus    | Eingeschossiger traufständiger Fachwerkbau mit Backsteinausfachung auf Granitsockel unter ziegelgedecktem Halbwalmdach. Errichtet wohl Mitte 19. Jh als Wohnhaus des Forstgehöfts.                         | 28797084 | BW   |
| Falkenhof/Heidkrüger Weg 73 53° 14′ 4″ N, 11° 1′ 28″ O | Scheune     | Traufständige Querdurchfahrtsscheune in Fachwerk mit Backsteinausfachung auf Feldstein- und Backsteinsockel unter Halbwalmdach. Stalleinbauten im südlichen Teil. Errichtet wohl in zweiter Hälfte 19. Jh. | 28797104 | BW   |

### Baudenkmal (Einzeln)
| Lage                                                   | Bezeichnung               | Beschreibung | ID       | Bild |
| ------------------------------------------------------ | ------------------------- | --- | -------- | ---- |
| Falkenhof/Heidkrüger Weg 71 53° 14′ 0″ N, 11° 1′ 29″ O | Wohn-/ Wirtschaftsgebäude | Traufständiges Zweiständer-Fachhallenhaus mit Backsteinausfachung unter Halbwalmdach mit Reetdeckung. 1796 (i). | 28797122 | BW   |
| Fritz-Reuter-Straße 54 53° 13′ 33″ N, 10° 59′ 18″ O    | Wohn-/ Wirtschaftsgebäude | Anderthalbgeschossiger giebelständiger Sichtbacksteinbau nach Art eines Vierständer-Fachhallenhauses unter flach geneigtem Satteldach mit massivem Drempel. Wohngiebel zur Straße ausgerichtet, mit Geschossgesimsen in Backstein-Zierverband. Regionaltypische vertikale Lüftungsöffnungen im Drempel nachträglich zugesetzt. Errichtet wohl um 1900. | 28797142 | BW   |

## Ehem Baudenkmale
| Lage                                                | Bezeichnung               | Beschreibung | ID       | Bild |
| --------------------------------------------------- | ------------------------- | ------------ | -------- | --- |
| Stapel Hauptstraße 112 53° 15′ 16″ N, 10° 57′ 26″ O | Fachwerkhaus              |              | 28796568 | [[Vorlage:Bilderwunsch/code!/C:53.254396,10.957303!/D:Stapel Hauptstraße 112, Fachwerkhaus!/\|BW]]      |
| Stapel Drift 78 53° 15′ 10″ N, 10° 57′ 25″ O        | Wohn-/ Wirtschaftsgebäude |              | 28799108 | [[Vorlage:Bilderwunsch/code!/C:53.252804,10.95691!/D:Stapel Drift 78, Wohn-/ Wirtschaftsgebäude!/\|BW]] |